# Euconnus pragensis
Euconnus pragensis é uma espécie de insetos coleópteros polífagos pertencente à família Scydmaenidae.
A autoridade científica da espécie é Machulka, tendo sido descrita no ano de 1923.
Trata-se de uma espécie presente no território português.